# Stenodynerus ammonia
Stenodynerus ammonia är en stekelart som först beskrevs av Henri Saussure 1853.  Stenodynerus ammonia ingår i släktet smalgetingar, och familjen Eumenidae. Utöver nominatformen finns också underarten S. a. paraensis.